# Roberto Visentini
Roberto Visentini (* 2. Juni 1957 in Gardone Riviera) ist ein ehemaliger italienischer Radrennfahrer.

## Karriere
Visentini war bereits als Schüler-Rennfahrer erfolgreich und konnte dies 1975, bei den erstmals ausgetragenen Weltmeisterschaften der Junioren in Lausanne, unterstreichen, als er das Rennen bei den UCI-Straßen-Weltmeisterschaften der Junioren im Straßenrennen gewann.
Seine Profikarriere begann er 1978 beim Team Vibor. Bereits im ersten Jahr konnte Visentini den Giro d’Italia auf Platz 15 abschließen und die Nachwuchswertung gewinnen. Der Gewinn der Gesamtwertung und einer Etappe bei der Cronostaffetta sowie ein dritter Platz bei Giro di Romagna und ein vierter Platz bei der Tre Valli Varesine rundeten das Jahr ab. Im Folgejahr konnte er sich beim Giro d’Italia auf den 10. Platz verbessern und wurde Zweiter in der Nachwuchswertung. 1980 fuhr Visentini die Vuelta a España, Platz 15 und zwei Etappensiege, und den Giro d’Italia mit Platz 9 in der Gesamtwertung und Platz 2 in der Nachwuchswertung. 1983 wurde er Zweiter bei der Valencia-Rundfahrt, Siebter bei der Tour de Romandie und beendete den Giro d’Italia auf dem zweiten Platz hinter dem Sieger Giuseppe Saronni. Bei seiner ersten Teilnahme an der Tour de France gab er bei der 14. Etappe auf. Ein Jahr später beendete er die Tour de France auf Platz 49. 1986 feierte Visentini seinen größten Erfolg mit dem Sieg beim Giro d’Italia. Außerdem gewann er Mailand–Vignola und belegte jeweils den zweiten Platz bei Giro di Toscana und den Italienischen Straßen-Radmeisterschaften.
1987 sah alles nach einer erfolgreichen Titelverteidigung beim Giro d’Italia aus, da Visentini den Prolog in Sanremo gewann. Jedoch war dieser Giro d’Italia von dem teaminternen Duell zwischen Visentini, dem Vorjahressieger, und Stephen Roche geprägt. Obwohl Visentini Führender war, griff Stephen Roche auf der 15. Etappe von Lido di Jesolo nach Sappada an und Visentini handelte sich dabei einen Rückstand von über sechs Minuten auf Roche ein. Auf der 21. Etappe stürzte Visentini und brach sich das Handgelenk, nachdem er versucht hatte, Roche zu Fall zu bringen. Er trat zur letzten Etappe nicht mehr an.
Danach schaffte es Visentini nie mehr auf das gleiche Leistungsniveau zu kommen wie 1987. Nach zwei Wechsel zu kleineren Teams beendete er 1990 seine Profikarriere.
Nachdem er seine sportliche Karriere beendet hatte, konzentrierte er sich darauf, die Geschäfte des Bestattungsunternehmens seiner Familie zu führen.

## Erfolge
1978
- Nachwuchswertung Giro d’Italia
- Cronostaffetta

1979
- Italienischer Meister – Einerverfolgung

1980
- zwei Etappen Vuelta a España

1981
- Giro del Trentino

1982
- Trofeo Baracchi (mit Daniel Gisiger)
- Monte Pora

1983
- eine Etappe Giro d’Italia
- Tirreno–Adriatico
- Ruota d’Oro

1984
- eine Etappe Giro d’Italia
- eine Etappe Giro del Trentino
- eine Etappe Tirreno–Adriatico

1986
- Gesamtwertung und eine Etappe Giro d’Italia
- Italienische Straßen-Radmeisterschaften

1987
- zwei Etappen Giro d’Italia

## Grand-Tour-Platzierungen
| Grand Tour            | 1978 | 1979 | 1980 | 1981 | 1982 | 1983 | 1984 | 1985 | 1986 | 1987 | 1988 | 1989 | 1990 |
| --------------------- | ---- | ---- | ---- | ---- | ---- | ---- | ---- | ---- | ---- | ---- | ---- | ---- | ---- |
| Vuelta a EspañaVuelta | –    | –    | 15   | –    | –    | –    | –    | –    | –    | –    | –    | –    | DNF  |
| Giro d’ItaliaGiro     | 15   | 10   | 9    | 6    | DNF  | 2    | 18   | DNF  | 1    | DNF  | 13   | –    | 26   |
| Tour de FranceTour    | –    | –    | –    | –    | –    | –    | DNF  | 49   | –    | –    | 22   | –    | –    |